# Cameron Clark
Cameron Clark (20 de março de 1993) é um ruguebolista de sevens australiano.

## Carreira
Cameron Clark integrou o elenco da Seleção Australiana de Rugby Sevens 8º colocada na Rio 2016.